# Parque interjurisdiccional marino Isla Pingüino
El parque Interjurisdiccional Marino Isla Pingüino es un área natural protegida de la provincia de Santa Cruz en Argentina. 
Está ubicado sobre el mar argentino, al sur de la ciudad de Puerto Deseado, en la ecorregión marina plataforma patagónica. Tiene una superficie de 159 526 hectáreas que incluyen una serie de islas costeras, de las cuales la mayor es la isla Pingüino. Otras incluidas en el parque marino son las islas Chata, Castillo, Blanca y Liebres.
El área está comprendida entre el extremo oeste de la isla Chaffers (límite norte), siguiendo la línea de la costa hasta la punta Mercedes (límite sur), con una anchura de 12 millas hacia el oeste en toda su extensión.

## Creación y administración
El 28 de mayo de 1992 mediante la sanción de la ley n.º 2274 la Legislatura de Santa Cruz creó la reserva provincial Isla Pingüinos:

ARTÍCULO 1°.- DECLARASE Reserva Provincial "Isla Pingüinos", bajo los alcances de la Ley N° 786, al conjunto de Islas e Islotes que se encuentran ubicados al Este del lote seis de la fracción "B", sección III del Departamento Deseado.-

El 15 de febrero de 2010 fue celebrado un tratado entre la provincia de Santa Cruz y el Estado nacional para la creación del parque interjurisdiccional marino Isla Pingüino.

PRIMERA: Crear el Parque Interjurisdiccional Marino Isla Pingüino, como un espacio de conservación, administración y uso racional de especies marinas y terrestres y sus respectivos hábitat, sometido al manejo conjunto de la ADMINISTRACIÓN DE PARQUES NACIONALES, organismo autárquico actuante en el ámbito de la SECRETARÍA DE TURISMO del MINISTERIO DE INDUSTRIA Y TURISMO, y la Provincia de SANTA CRUZ.
 SEGUNDA: El Parque Interjurisdiccional Marino Isla Pingüino abarcará la superficie marítima (incluyendo el lecho y subsuelo marino) del área comprendida dentro de los siguientes límites: una línea recta que va desde los 47 45 54 S y 65 52 36 W hasta los 47 47 34 S y 65 37 16 W siguiendo hacia el S la forma de la línea de costa con una anchura de DOCE (12) millas hacia el W, y como límite sudoeste del parque desde el sitio denominado Punta Mercedes en la costa 48 25 S 66 29 21 W en línea recta hacia al oeste a las DOCE (12) millas 48 25 16 S y 66 13 46 W.

El tratado especificó que a diferencia de los parques nacionales, la provincia no cedió el dominio ni la jurisdicción que le corresponde:

QUINTA: Las decisiones que adopte la Comisión Ejecutiva de Manejo, así como el accionar de las distintas reparticiones en el ejercicio de las atribuciones que por el presente Tratado se le reconocen a cada jurisdicción, en modo alguno podrá significar el desconocimiento de derechos, concesiones o permisos regularmente adquiridos por particulares con anterioridad a la firma del presente Tratado, sus respectivas prórrogas y autoridad de aplicación. Tampoco implicará cesión de dominio, ni de jurisdicción, ni del poder de policía y fiscalización de ninguna de las partes respecto de la otra.

El tratado fue ratificado por decreto provincial n.º 1247/2010 el 4 de junio de 2010. El 12 de agosto de 2010 la Legislatura de la provincia de Santa Cruz sancionó la ley n.º 3146 que aprobó el tratado. La aprobación nacional fue dada por la ley n.° 26818 sancionada el 28 de noviembre de 2012 y promulgada el 13 de diciembre de 2012.
La realización de las acciones necesarias para cumplir con los objetivos previstos en el tratado está a cargo de una comisión ejecutiva de manejo integrada por dos representantes titulares y uno suplente de la Administración de Parques Nacionales y otros tantos por la provincia de Santa Cruz.
Por resolución n.º 126/2011 de la Administración de Parques Nacionales de 19 de mayo de 2011 se dispuso que el parque encuadrara para los fines administrativos en la categoría áreas protegidas de complejidad III, por lo cual en lo referente a la jurisdicción nacional tiene a su frente un intendente designado, del que dependen 4 departamentos (Administración; Obras y Mantenimiento; Guardaparques Nacionales; Conservación y Uso Público) y la división de Despacho y Mesa de Entradas, Salidas, y Notificaciones. La intendencia tiene su sede provisoria en la localidad de El Calafate.

## Clima
Templado frío, árido a semiárido. La temperatura media anual es de 9,8 °C, con mínimas invernales bajo 0 y máximas estivales por encima de los 35 °C. Las precipitaciones alcanzan, aproximadamente, los 250 mm, concentrados en otoño e invierno. Vientos presentes casi todo el año, predominantes del oeste. La velocidad media de los mismos es de 31 km/h, y la máxima, 148 (en enero, que es el mes más ventoso).

## Biodiversidad

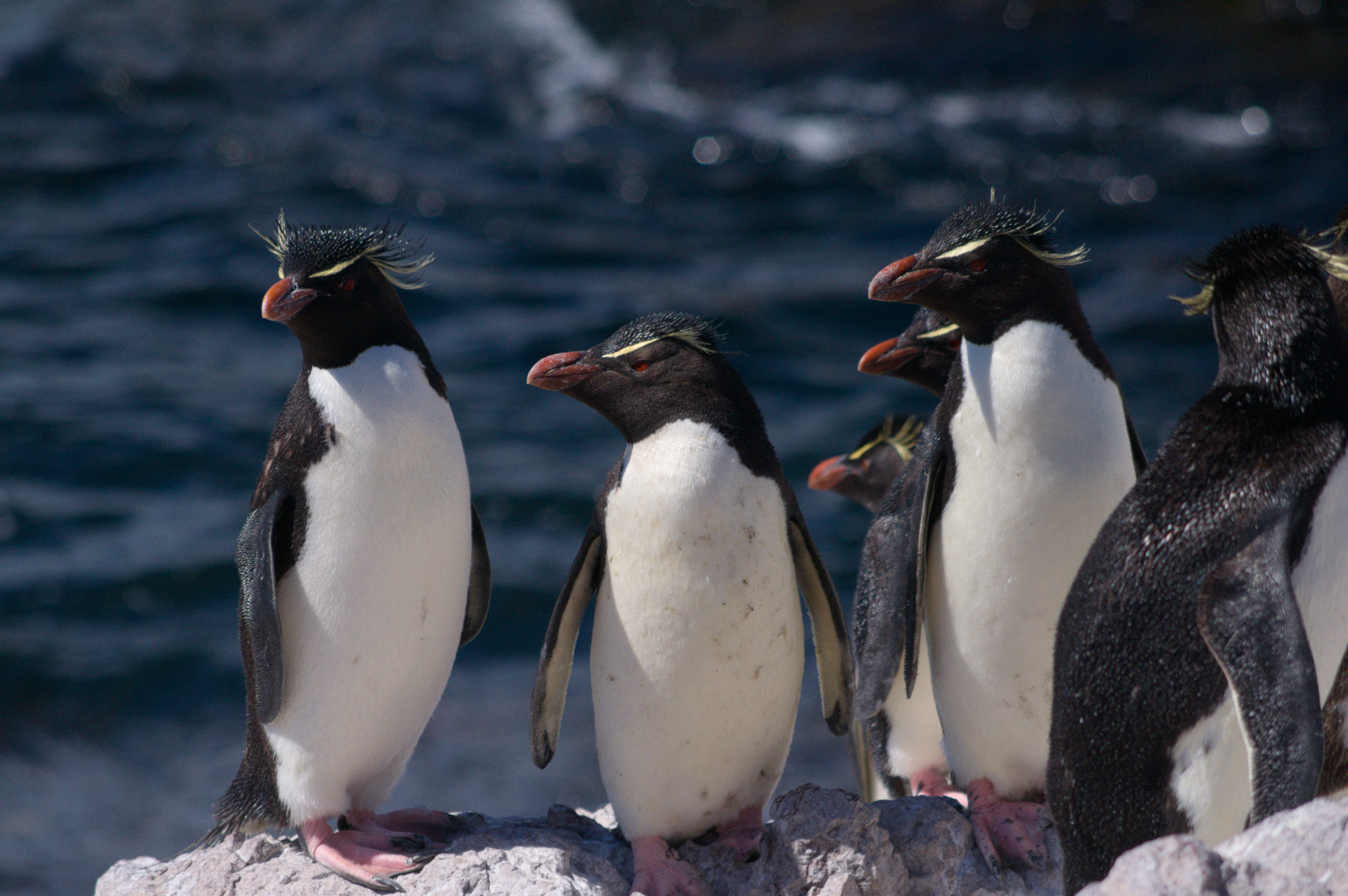
Grupo de ejemplares adultos de Pingüino Penacho Amarillo en Isla Pingüino, Puerto Deseado, Santa Cruz, Argentina.

La abundancia de fitoplacton hace de la zona un lugar propicio para el desarrollo de una gran biodiversidad. Algunas especies que predominan son la merluza austral, el langostino patagónico y el calamar; entre los mamíferos hay lobos marinos de un pelo y elefantes marinos; y aves costero marinas como la gaviota austral, el gaviotín sudamericano, el cormorán gris, el cormorán roquero, el petrel y el albatros. Es zona de nidificación del pingüino de Magallanes, especie predominante en cantidad de individuos,  y del pingüino de penacho amarillo (única colonia reproductiva patagónica).